# DFS Classic 1990
Il DFS Classic 1990  è stato un torneo di tennis giocato sull'erba.
È stata la 9ª edizione del DFS Classic, che fa parte della categoria Tier IV nell'ambito del WTA Tour 1990.
Si è giocato al Edgbaston Priory Club a Birmingham in Inghilterra, dall'11 al 17 giugno 1990.

## Campionesse

### Singolare
Zina Garrison ha battuto in finale  Helena Suková con il punteggio di 6–4, 6–1

### Doppio
Larisa Neiland /  Nataša Zvereva hanno battuto in finale  Gretchen Magers /  Lise Gregory con il punteggio di 3–6, 6–3, 6–3